# Куп Мађарске у фудбалу 1922/23.
Куп Мађарске у фудбалу 1922/23. (мађ. 1922–1923-es magyar labdarúgókupa) је било 7. издање серије, на којој је екипа МТК-а тријумфовала по 5. пут. 
Пехар је, после 14. година након првог саопштења, коначно направљен. Пехар победничкој екипи није предат на терену већ после утакмице је организовано у поебној хали предаја пехара. Такође пехар није предат капитену екипе већ га је преузео један од клупских челника. 
Фудбалски куп Мађарске предвиђен за сезону 1923–1924 није одржан због VIII Летњих олимпијских игара 1924.

## Четвртфинале
| 1. екипа       | Резултат | 2. екипа           |
| -------------- | -------- | ------------------ |
| ФК Ференцварош | 3 : 2    | ФК Трећи округ ТВЕ |
| ФК Тереквеш    | 3 : 0    | ФК Кечкемет        |
| ФК Ујпешт      | 1 : 0    | ФК Вашаш           |
| МТК Будимпешта | 4 : 0    | ФК Вашуташ Сегедин |

## Полуфинале
| 1. екипа       | Резултат | 2. екипа       |
| -------------- | -------- | -------------- |
| МТК Будимпешта | 3 : 1    | ФК Ференцварош |
| ФК Ујпешт      | 1 : 0    | ФК Тереквеш    |

## Утакмица за треће место
| 1. екипа       | Резултат | 2. екипа    |
| -------------- | -------- | ----------- |
| ФК Ференцварош | 3 : 2    | ФК Тереквеш |

## Финале
| 1. екипа                  | Резултат | 2. екипа |
| ------------------------- | -------- | -------- |
| Мађарски фискултурни клуб | 4 : 1    | УТЕ      |

| Мађарски фискултурни клуб                                | 4 : 1    | ФК Ујпешт         |
| -------------------------------------------------------- | -------- | ----------------- |
| Золтан Опата 14’ · Антал Шиклоши 30’, 38’ · Ђерђ Орт 74’ | Извештај | Шандор Палаус 81’ |